# Namibische Botschaft in Berlin

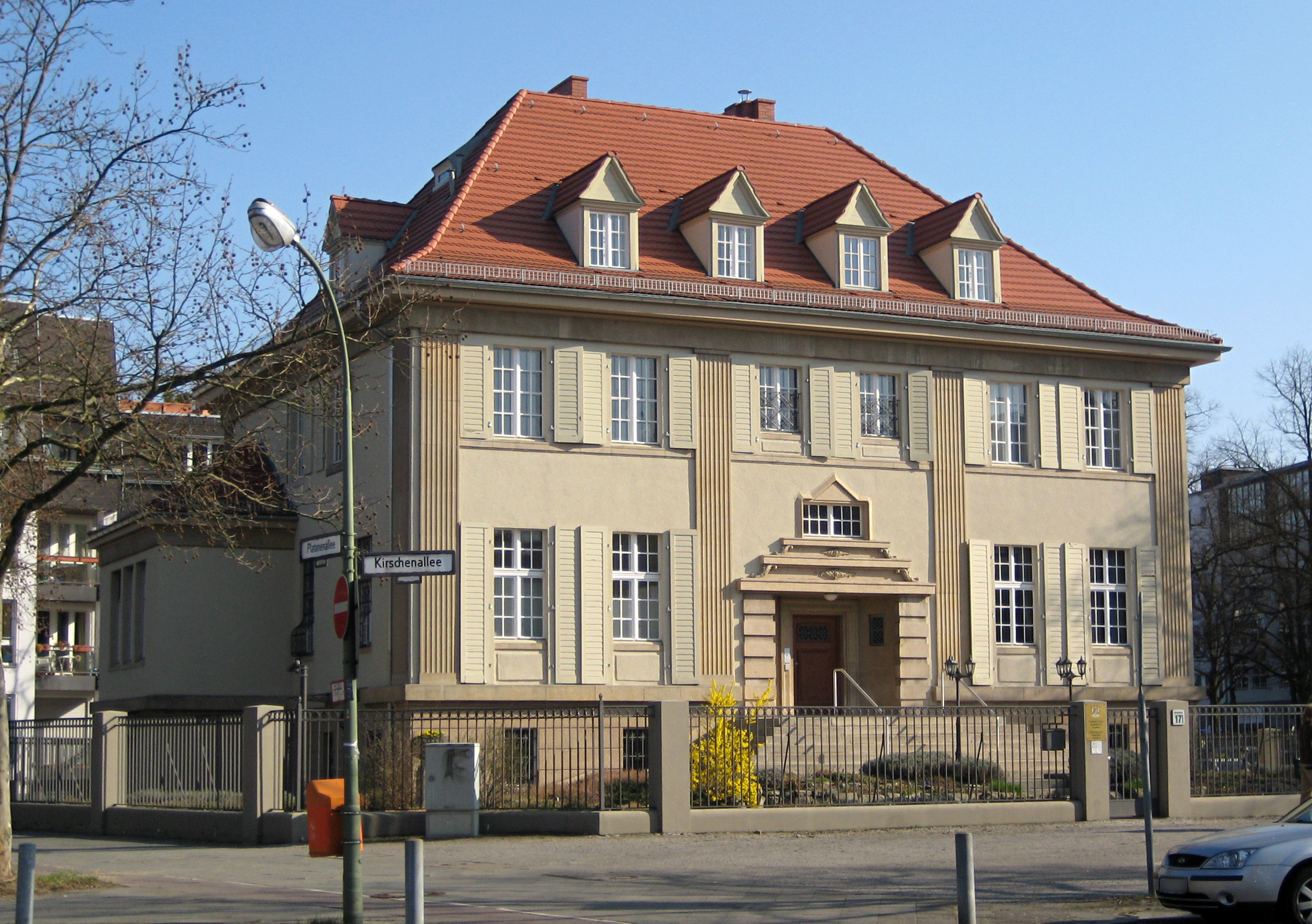
Botschaft in der Reichsstraße 17

Die namibische Botschaft in Berlin (englisch Embassy of the Republic of Namibia to the Federal Republic of Germany) ist die diplomatische Vertretung der Republik Namibia in Deutschland. Sie hat ihren Sitz in der Reichsstraße 17 im Ortsteil Westend des Bezirks Charlottenburg-Wilmersdorf.
Botschafter ist seit dem 3. Februar 2021 Martin Andjaba.
Die Zuständigkeit der Botschaft erstreckt sich auch auf den Heiligen Stuhl, Polen und die Türkei. Namibia unterhält Honorarkonsulate in Bremerhaven, Erfurt, Hamburg, Hannover, Herten und Stuttgart.

## Geschichte der diplomatischen Beziehungen
Am 21. März 1990 nahmen Namibia und die Bundesrepublik Deutschland diplomatische Beziehungen auf. Die namibische Botschaft wurde 1991 in der Mainzer Straße 47 in Bonn eröffnet. Aufgrund des Umzugs von Bundestag und Regierung nach Berlin verlegte auch die Botschaft Namibias im Jahr 1999 ihren Sitz in die neue deutsche Hauptstadt, zunächst in die Wichmannstraße 6 im Ortsteil Tiergarten des Bezirks Mitte. Seit 2008 befindet sie sich in der Reichsstraße 17 in Berlin-Westend.
Ebenfalls seit dem  21. März 1990 gab es diplomatische Beziehungen zwischen Namibia und der DDR. Sie endeten mit der deutschen Wiedervereinigung am 3. Oktober 1990.

## Botschafter
- Nora Schimming-Chase (Juli 1992–1996)
- Hinyangerwa Asheeke (1996–2003)
- Hanno Rumpf (März 2003 – August 2006)
- Peter Katjavivi (September 2006 – April 2008), wurde als Botschafter am 8. April 2008 abberufen, da er mit sofortiger Wirkung das Amt des Direktors der Nationalen Planungskommission übernehmen sollte
- Gerhard Theron (April 2008 – Januar 2009) (kommissarisch)
- Neville Gertze (Januar 2009 – 10. Februar 2015)
- Vakanz (10. Februar 2015 – 6. Januar 2016)
- Andreas Guibeb (6. Januar 2016 – 3. Februar 2021)[7]
- Martin Andjaba (seit 3. Februar 2021)[8]

## Abteilungen
Die namibische Botschaft übernimmt in der diplomatischen Zusammenarbeit zahlreiche Aufgaben, die sich auf folgende Abteilungen verteilen:
- Büro des Botschafters
- Politik und Pressearbeit
- Verteidigung
- Wirtschaft und Handel
- Kultur/Visa/Konsulat/Soziales

## Botschaftsgebäude
Es handelt sich um die Goldsteinvilla, ein 1923 für den jüdischen Textilfabrikanten Eugen Goldstein nach Plänen von Curt Leschnitzer errichtetes Wohnhaus. Nach der Zwangsenteignung von Goldstein in der NS-Zeit diente es als Sitz der Deutschen Eisenhandels-AG. Ende der 1950er Jahre wurde der Sportclub Hertha BSC bis 1998 Eigentümer. Seit 2007 befindet sich die Villa im Eigentum des Staates Namibia, der nach einem Umbau hier 2008 seine Botschaft einrichtete. Das fast quadratische Gebäude mit zwei Etagen bietet eine Nutzfläche von rund 270 m² (ohne Dachgeschoss). Es ist im Stil des Neoklassizismus ausgeführt, wird von einem monumentalen Eingangsbereich mit großer Freitreppe geprägt und steht unter Denkmalschutz.